# Strilevșciîna, Zinkiv
Strilevșciîna (în ucraineană Стрілевщина) este un sat în comuna Pokrovske din raionul Zinkiv, regiunea Poltava, Ucraina.